# ルコームリ
ルコームリ（ベラルーシ語: Лукомль）は、ベラルーシ・ヴィーツェプスク州の自治体（Аграгарадок）である。ノヴァルコームリ(be)から5kmの位置にあり、付近にはルコームリ湖(be)がある。

## 歴史
ルコームリはポロチャーネ族の移住によりできた都市の一つである。年代記に初めて言及されるのは1078年の、スモレンスク公・チェルニゴフ公ウラジーミル・モノマフと、ポロツク公フセスラフとの対立に関する記述においてである。この時、フセスラフがスモレンスクとノヴゴロド・セヴェルスキーを破壊した報復として、ルコームリはウラジーミル・モノマフによって荒廃させられた。その後、フセスラフによる所領の配分により、ポロツク公国からルコームリ公国が分割され、最盛期を迎えた。
14世紀にリトアニア大公国が接収し、公国を所有した。また、ルコームリからŁukomscy家（注：ポーランド語表記）が現れた。1563年には、リヴォニア戦争（1558年 - 1583年）の過程でロシア・ツァーリ国の攻撃を受けた。

## 史跡
ルコームリ付近の、ルコームリ川の右岸には、約0.2ヘクタールの広さの城市跡があり、考古学者によって再三の調査が行われた。2-5mの文化遺跡地層(ru)は、異なる時代の層で形成されている。すなわちドニエプル・ドヴィンスク文化(ru)、バンツェロフシシィナ（ミンスク付近の地名）タイプの文化、中世ルーシ期（11世紀 - 13世紀）、リトアニア大公国期のものである。